# S-Bahn w Norymberdze
S-Bahn w Norymberdze (niem.: S-Bahn Nürnberg) – sieć S-Bahn obejmująca region Norymbergi, Fürth i Erlangen, która powstała w 1987 roku i jest obecnie włączona do systemu taryfowego Verkehrsverbund Großraum Nürnberg. Długość wszystkich 5 linii wynosi około 272,4 kilometrów. Pociągi S-Bahn obsługiwane są przez DB Regio, spółkę zależną Deutsche Bahn.

## Obecne linie

Sieć S-Bahn w Norymberdze

| Linia | Trasa                                                                        | Rok otwarcia | Długość | Liczba stacji |
| ----- | ---------------------------------------------------------------------------- | ------------ | ------- | ------------- |
| S1    | Bamberg ↔ Forchheim ↔ Nürnberg Hbf ↔ Lauf (links) ↔ Hersbruck ↔ Hartmannshof | 1987-2010    | 99,6 km | 37            |
| S2    | Roth ↔ Nürnberg Hbf ↔ Altdorf                                                | 1992-2004    | 49,6 km | 23            |
| S3    | Nürnberg Hbf ↔ Neumarkt                                                      | 1992-2010    | 36,2 km | 10            |
| S4    | Nürnberg Hbf ↔ Ansbach ↔ Dombühl                                             | 2010-2017    | 67,1 km | 16            |
| S5    | Nürnberg Hbf ↔ Allersberg                                                    | 2020         | 25,4 km | 2             |